# Arnold Smith (Diplomat)
Arnold Cantwell Smith, CH, OC (* 18. Januar 1915 in Toronto, Ontario; † 7. Februar 1994 ebenda) war ein kanadischer Diplomat und ehemaliger Generalsekretär des Commonwealth of Nations.

## Leben
Sein Vater war Victor Arnold Smith (* 1883) und seine Mutter Sarah Cory Smith geborene Cantwell. Er hatte noch einen jüngeren Bruder Wilfred Cantwell Smith. Die Familie war presbyterianisch orientiert. Smith begann seine diplomatische Laufbahn zunächst im Dienst des britischen Außenministeriums (Foreign Office) und war in dessen Diensten 1940 zunächst Attaché an der Gesandtschaft in Estland und dann von 1940 bis 1943 an der Botschaft in Ägypten.
1943 wechselte er in den Diplomatischen Dienst von Kanada und fand in den folgenden Jahren Verwendung an den Botschaften in der Sowjetunion, Belgien, Kambodscha und im Vereinigten Königreich sowie an der Ständigen Vertretung bei den Vereinten Nationen in New York City.
Zwischen 1958 und 1961 war er Botschafter in der Vereinigten Arabischen Republik und danach bis 1963 in der Sowjetunion. 1963 kehrte er nach Kanada zurück und wurde dort Stellvertretender Unterstaatssekretär im Außenministerium.
1965 wurde er zum ersten Generalsekretär des Commonwealth of Nations gewählt. Dieses Amt hatte er kaum angetreten als die Verbundenheit des Commonwealth durch die einseitige Erklärung der Souveränität von Großbritannien durch die weiße Minderheit in Rhodesien gefährdet wurde. 1970 wurde er für eine zweite fünfjährige Amtszeit wiedergewählt. 1971 wurde die Allianz erneut gefährdet als Großbritannien Waffenverkäufe an Südafrika ankündigte. Smith bat Premierminister Edward Heath nachhaltig von diesem Vorhaben abzusehen und hatte damit letztlich Erfolg. Während seiner bis 1975 dauernden Amtszeit kam es noch zu weiteren Ereignissen, die zu Zerreißproben für die Allianz wurden: Das Regime von Idi Amin in Uganda, den Bürgerkrieg in Pakistan und das Entstehen von Bangladesch, der Ausschluss von Singapur aus der Malayischen Föderation und Staatsstreiche in Ghana, Zypern, Pakistan und Nigeria. Smith bemühte sich als Generalsekretär das Commonwealth "von einem rückläufigen, aber bedeutungsvollen britischen Zentrismus zu einer vollständigen Multilateralität" zu führen.
Er war außerdem 1976 Mitbegründer und erster Vorsitzender des North-South Institute in Ottawa. Für seine Verdienste wurde er unter anderem 1976 mit dem Order of the Companions of Honour und 1984 mit der Offizierstufe des Order of Canada ausgezeichnet.